# Fertile (Iowa)
Fertile és una població dels Estats Units a l'estat d'Iowa. Segons el cens del 2000 tenia 360 habitants.

## Demografia
Segons el cens del 2000, Fertile tenia 360 habitants, 149 habitatges, i 102 famílies. La densitat de població era de 147,9 habitants/km².
Dels 149 habitatges en un 32,2% hi vivien nens de menys de 18 anys, en un 60,4% hi vivien parelles casades, en un 7,4% dones solteres, i en un 30,9% no eren unitats familiars. En el 26,2% dels habitatges hi vivien persones soles el 17,4% de les quals corresponia a persones de 65 anys o més que vivien soles. El nombre mitjà de persones vivint en cada habitatge era de 2,42 i el nombre mitjà de persones que vivien en cada família era de 2,94.
Per edats la població es repartia de la següent manera: un 24,2% tenia menys de 18 anys, un 5,8% entre 18 i 24, un 26,9% entre 25 i 44, un 25,8% de 45 a 60 i un 17,2% 65 anys o més.
L'edat mediana era de 41 anys. Per cada 100 dones de 18 o més anys hi havia 88,3 homes.
La renda mediana per habitatge era de 33.558 $ i la renda mediana per família de 36.500 $. Els homes tenien una renda mediana de 26.583 $ mentre que les dones 20.179 $. La renda per capita de la població era de 14.464 $. Entorn del 4,5% de les famílies i el 9,3% de la població estaven per davall del llindar de pobresa.

## Poblacions més properes
El següent diagrama mostra les poblacions més properes.